# Troglohyphantes pyrenaeus
Troglohyphantes pyrenaeus este o specie de păianjeni din genul Troglohyphantes, familia Linyphiidae, descrisă de Simon, 1907.
Este endemică în Franța. Conform Catalogue of Life specia Troglohyphantes pyrenaeus nu are subspecii cunoscute.